# 堂之脇光朗
堂ノ脇 光朗（どうのわき みつろう、1932年2月14日 - 2015年9月7日）は、特定非営利活動法人日本紛争予防センター会長。日本の元外交官。瑞宝重光章。

## 来歴・人物
東京都に生まれ、東京都立青山高等学校、東京大学法学部を経て1954年に外務省に入省する。
駐ナイジェリア大使、軍縮会議日本政府代表部大使、駐メキシコ大使などを歴任し、1996年に外務省を辞職。その後、東海銀行（のち三菱東京UFJ銀行）顧問、国際連合事務総長軍事諮問委員会議長、日本予防外交センター副会長などを歴任し、2002年からは特定非営利活動法人日本予防外交センター副会長を務めている。公益財団法人日本国際フォーラム政策委員。

## 主な職歴
- 1953年10月15日 外交官領事官採用試験合格[3]
- 1954年3月 東京大学法学部卒業
- 1954年4月 外務省入省
- 1969年6月23日 アメリカ局調査官[4]
- 1969年8月4日 外務大臣官房国際資料部分析課長[5]
- 1973年6月5日 在アメリカ合衆国日本国大使館一等書記官[6]、のちに参事官
- 1975年12月20日 在中華人民共和国日本国大使館に配置換[7]、のちに兼在カンボディア日本国大使館
- 1978年10月16日 大臣官房調査部外務参事官[8]
- 1979年10月29日 欧亜局外務参事官[9]
- 1980年4月5日 大臣官房審議官兼欧亜局[10]
- 1982年2月16日 在ホノルル日本国総領事館総領事[11]
- 1984年1月27日 中南米局長[12]
- 1986年1月21日 大臣官房勤務[13]
- 1986年4月7日 ナイジェリア国駐箚特命全権大使[14]
- 1989年8月1日 軍縮会議日本政府代表部特命全権大使[15]
- 1992年4月28日 臨時本省事務従事[16]（待命大使）
- 1993年4月13日 メキシコ国駐箚特命全権大使[17]
- 1993年10月22日 メキシコ国兼ベリーズ国駐箚特命全権大使[18]
- 1993年12月24日 メキシコ国兼ハイティ国ベリーズ国駐箚特命全権大使[19]
- 1995年4月11日 メキシコ国兼ベリーズ国駐箚特命全権大使[20]
- 1995年10月13日 メキシコ国兼ベリーズ国駐箚を免ぜられる[21]。
- 1996年12月26日 外務省依願退職[22]、同参与（2004年まで）
- 1996年 東海銀行顧問
- 1996年 国連事務総長軍事諮問委員会議長
- 1997年 同再任
- 1999年 日本予防外交センター副会長
- 2002年 特定非営利活動法人日本予防外交センター副会長
- 2015年 逝去。叙従三位。[23]